# Куньє
Куньє́ — село в Україні, в Ізюмському районі Харківської області. Адміністративний центр Куньєвської сільської громади. Населення становить 953 осіб.

## Географія
Село Куньє знаходиться на річці Куньє, витягнуто вздовж русла на 12 км, нижче за течією примикає до села Іскра. На річці кілька загат. До села примикає кілька невеликих лісових масивів (дуб). Південна частина села раніше була селом Червона Долина.
Відстань від центру села до міста Ізюм — 25 км, до м. Харкова — 100 км; до найближчої залізничної станції Закомельська — 3 км.

## Історія

### Перші поселення
На початку XX ст. на околицях села проводилися археологічні розкопки. У двох курганах були виявлені поховання періоду бронзи. На одному з курганів стояла так звана «скіфська баба». Вік її датувався приблизно X-XI ст. до н. е.

### Історія села
За однією з версій, 1700 рік - дата заснування, адже саме тоді там оселилися найперші родини. За іншою, в «Історико-статистичному описі Харківської єпархії» Філарета за 1732 рік є такі свідчення: «В ревизской сказке 1732 года  сказано, что «Кунье – Михаила Константиновича Захаржевского, поселено тому сорок лет (следовательно в 1692 году) на пожалованной Полковнику Захаржевскому земле». [...] По преданию, дочь полковника Донца-Захаржевского Акилина, по говору малороссов Куня, - получила от отца своего земли нынешнего села Куньего, и оставила своё имя селу, земле и речке». За іншою версією саме назва села походить від назви річки[джерело?].
В 20-ті роки XVIII ст. Іларіоном побудовано на селі першу церкву в ім'я Святого Миколи. За церковними відомостями 1732 року при храмі села налічувалося 72 двори з 180 особами чоловічої статі. В 1736 році церкву було спалено невідомими. В 1749 році у селі було побудовано нову церкву, при якій нараховувалося 60 дворів. У 1785 році на селі було 130 дворів, у яких проживало 519 чоловік і 520 жінок. Основне заняття — скотарство і землеробство. У 1827 році на честь Покрови Пресвятої Богородиці в селі був закладений храм. У 1830 Акіліна вийшла заміж за Г. П. Меллер-Закомельського (на честь нього названо залізничну станцію Закомельська) і змінився власник села. Один із найбільших прибутків приносило тонкорунне вівчарство. В 1849 році у власників було 11800 голів овець, а збирали з них по 626 пудів вовни в рік. Також прибутковими були два винокурні заводи Г. П. Меллер-Закомельського на хуторі Пелагеївка, кожен з яких виробляв 10800 відер вина. З 1900 року в селі діяла земська бібліотека. Після революції в ній діяла хата-читальня. З 1908-1911 рік Г. П. Меллер-Закомельський розпродав свою землю іншим поміщикам. В період столипінської аграрної реформи земля була поділена на ділянки. Поміщик мав дотримуватись сівозміни. Громадські толоки ліквідували. Так під час революції за 5 км від села виник хутір Первомайський.

### Новітня історія села
На початку 1918 року було створено на селі комуністичний партійний осередок під керуванням Н. С. Гордієнко. Навесні цього ж року в маєтку пана Наріжного був організований радгосп «Червоний Жовтень», а в економії Щербака — комуна. Худобу, реманент, будівлі роздали бідноті, але з приходом німців і гетьманців все повернули назад власникам.
У кінці 1918 року було створено більшовицький окупаційний збройний загін, який воював проти німців та армії УНР (в Ізюмі емісаром Петлюри був Данков). Загін складався з 50-ти чоловік, озброєний за рахунок маєтків Наріжного, Стеценка, Савельєва.
На початку 1919 року розпочався період радянської окупації. У травні 1919 року в село увійшли денікінці. Було створено підпільну групу (перешкоджали вивезенню продуктів денікінцями, роззброювали їх, вбивали). Михайло Якович Ворушило, один із організаторів підпільної групи, був убитий і пізніше похований біля школи.
15 грудня 1919 року Червона Армія вигнала денікінців із села. 23 грудня 1919 року на чолі з головою Миною Івановичем Московченком був створений тимчасовий волосний ревком.
У вересні 1920 року був здійснений напад загону Савонова. Загін розгромив приміщення волревкому (активісти втекли через чорний хід).
У 1921 році в село увійшов повстанський загін заможного селянина Царицанського, але волревком на чолі з І. П. Келихом ліквідував загін і прилюдно всіх розстріляли.
У 20-х роках XX ст. під керівництвом голови волвиконкому С. С. Нетудихатки була організована антирелігійна культбригада. В 1924-1929 роках у селі існував сільгоспбанк. Банк видавав у кредит гроші на купівлю худоби, також давали гроші на будівництво. У 1929 році утворилися два колгоспи: ім. Н. Крупської та «Вільна праця». В цей час організувалися артілі «Жовтень», «Росоха», «Тернівка», ім. С. Будьонного, «Новий шлях», «Зорі», які в цьому ж році об'єдналися в один колгосп «Червоний Жовтень» головою якого став М. Волков. Цей колгосп був розбитий на дільниці, на чолі кожної був уповноважений. Одним з них був Н. М. Радченко. Ввечері 27 жовтня 1932 року його втопили заможні селяни. У 1931-1933 роках колгосп декілька разів розпадався на дрібніші артілі і знову об'єднувався. В 1933 році в селі утворилися такі колгоспи: «Жовтень», ім. Постишева (пізніше «Більшовик»), «Червоні зорі», «Новий шлях» і «Первомайське». Вказані колгоспи проіснували до 1960 року.
До 1921 року в селі не було ніякого медпункту, тому вчителі за сумісництвом були і лікарями. З 1929 в селі почала діяти лікарня, а в 30-х роках організували і стаціонарне лікування хворих.
В 1937 році церкву в селі зруйнували і розграбували. Цеглу вивезли до Савинців і побудували там школу. В куньєвську ж школу у 1917 році до першого класу записалося 53 дитини. Було три класи по сорок дітей. Підручників, зошитів у школі не було, а чорнило робили з ягід бузини. Класні кімнати не опалювались і не освітлювались. У зв'язку з польовими роботами навчальний рік починався з 1 жовтня, а закінчувався у квітні. В селі було 60-70 % безграмотних людей. В грудні вийшов декрет «Про ліквідацію безграмотності серед населення», у квітні 1920 року був створений гурток ім. Т. Г. Шевченка. Його учасники ставили спектаклі за п'єсами М. Гоголя, А. Чехова та українських драматургів.
У вересні 1941 року почалася евакуація сільської ради. Жителі села евакуювалися до Бугаївки, Чистоводівки. 27 вересня 1941 року[джерело?] в село увійшли німецькі солдати але боїв так і не було. 8 лютого 1943 року село було визволено. За період окупації було знищено 950 будинків, 2 приміщення середньої школи, початкову, 3 приміщення лікарні, 14 приміщень ферм та 30 зерносховищ. До Німеччини було вивезено 65 голів рогатої худоби, 300 свиней та 75000 курей. 25 чоловік вивезено було на роботи в Німеччину, двох закатовано. В 1946 році на селі був сильний голод.
Село Куньє в 1918-1920 та 1925-1927 роках було Бугаївського району, в 1923-1924 та 1934-1959 роках– Савинського району, в 1928-1934 — Балаклійського району, а з 1959 — Ізюмського.
В післявоєнні роки село почало відбудовуватись. До 1953 року було збудовано 28 дерев'яних і глинобетонних приміщень під солом'яним накриттям, 4 зерносховища, 3 колгоспні клуби, добудовано приміщення середньої школи. З 1953 року в колгоспах було збудовано 20 приміщень для рогатої худоби, 7 свинарників, 1 приміщення для овець, 2 майстерні по ремонту сільгосптехніки, 3 пилорами, 3 колгоспних гаражі, поставлено 5 автовагонів, запрацювали 2 дитсадки, Будинок культури на 300 місць. Пізніше було споруджено приміщення сільради і початкової школи, сільське споживче товариство (2 сільмаги, побуткомбінат, приміщення для швейної майстерні), 2 будинки під квартири вчителям. У післявоєнні роки у селі було збудовано 535 будинків для колгоспників. У 1956 році колгосп «Більшовик» став учасником Всесоюзної сільськогосподарської виставки в Москві. В різні роки у колгосп «Жовтень» влилися: 1957 — колгосп «Перше травня»; 1960 — «Червоні зорі»; 1961 — «Новий шлях». У 1957-1958 роках село електрифікували і радіофікували, а з 1959 в колгоспі ім. Щорса почала працювати кіноустановка. При цьому колгоспі також діяли пилорама, млин і маслозавод. В 60-х роках XX ст. діяли на селі сільська мед амбулаторія і пологовий будинок, ветеринарний пункт. З 1963 року працює сільська бібліотека з фондом 6850 книг, а також 3 бібліотеки при колгоспах з фондом 3074 книги. При школах діють 2 бібліотеки з фондом 5500 примірників.

## Населення
Кількість населення: 1785 рік — 1039 чоловік; 1864 — 2037 чол.; 1897 — 4251 чол.; 1920 — 4348 чол.; 1939 — 2986 чол.; 1959 — 2557 чол.; 1963 — 2594 чол.; 2003 — 953 чол.
Згідно з переписом УРСР 1989 року чисельність наявного населення села становила 1113 осіб, з яких 490 чоловіків та 623 жінки.
За переписом населення України 2001 року в селі мешкало 917 осіб.

### Мова
Розподіл населення за рідною мовою за даними перепису 2001 року:
| Мова            | Кількість | Відсоток |
| --------------- | --------- | -------- |
| українська      | 908       | 95.28%   |
| російська       | 38        | 3.99%    |
| білоруська      | 1         | 0.10%    |
| інші/не вказали | 6         | 0.63%    |
| Усього          | 953       | 100%     |

## Економіка
- Молочно-товарна і свино-товарна ферми.
- Сільськогосподарське виробниче підприємство «Моноліт».

## Об'єкти соціальної сфери
- Дві школи.
- Стадіон.
- Бібліотека.
- Село газифіковане.

## Відомі люди
- Кореницький Порфирій — народився 1816; помер і похований у селі Куньє 1854 року, український поет, автор сатиричної поеми «Вечорниці» та кількох байок.
- Бабаєвський Семен Петрович — народився в 1909 році, у селянській сім'ї, у дитячі роки виїхав з батьками на Кавказ. Закінчив Літературний інститут ім. Горького. Автор книг: збірка оповідань «Гордість», романи «Кавалер Золотої Зірки», «Синівський бунт», «Рідний край», «Білий світ», «Сучасники».
- Єрмаков Віктор Іванович — народився у 1939 році. закінчив школу в селі Куньє. Після служби в армії залишився в Красноярському краї. Автор книги: збірка оповідань «Полуторка»[9]